# 三津海水浴場
三津海水浴場（みとかいすいよくじょう）は、伊豆・三津シーパラダイスのそばにある小さな海水浴場。汀幅20m、長さ100m。船着き場と旅館の間にある小さな海水浴場。
遊覧船の発着場所も近い。

## 所在地・アクセス
- 静岡県沼津市内浦三津
- 沼津駅南口から東海バス「大瀬崎・ 江梨・木負」行きで約35分。「伊豆三津シーパラダイス」下車、徒歩1分。

## 近隣の施設
- 伊豆・三津シーパラダイス
- 三津周遊遊覧船
- あわしまマリンパーク
- 長浜城跡
- 安田屋旅館